# Чивенна
Чивенна (італ. Civenna) — колишній муніципалітет в Італії, у регіоні Ломбардія, провінція Комо. З 2014 року муніципалітет припинив своє існування, оскільки його приєднали до муніципалітету Белладжо.
Чивенна була розташована на відстані близько 520 км на північний захід від Рима, 55 км на північ від Мілана, 20 км на північний схід від Комо.
Населення — 747 осіб (2012).

## Демографія
Населення за роками:

Станом на 31 грудня 2010 року в муніципалітеті офіційно проживало 46 іноземців з 16 країн, серед них 10 громадян країн Євросоюзу.

## Сусідні муніципалітети
- Белладжо
- Магрельйо
- Олівето-Ларіо